# Ayikel
Ayikel – miasto w Etiopii, w regionie Amhara.